# Dungkhurba Wangchug Trashi
| Tibetische Bezeichnung                                              |
| ------------------------------------------------------------------- |
| Wylie-Transliteration: gTsang-pa Dung-khur-ba dBang-phyug bkra-shis |
| Chinesische Bezeichnung                                             |
| Traditionell: 藏巴敦庫巴                                            |
| Pinyin:Zangba Dunkuba                                               |

Tsangpa Dungkhurba Wangchug Trashi (tib. gTsang-pa Dung-khur-ba dBang-phyug bkra-shis) oder Tsangpa Dungkhurwa (gTsang-pa Dung-khur-ba) war ein tibetischer Lama aus der Tshelpa-Kagyü-Schule des tibetischen Buddhismus und der geistliche Führer des Königs des Reiches der Westlichen Xia (Tanguten), das 1227 von den mongolischen Truppen unter Dschingis Khan erobert wurde. Tsangpa Dunkhurwa war ein Schüler von Lama Shang (1123–1193), des Gründers der Tshelpa-Kagyü-Schule.
Er soll zusammen mit Schülern die Mongolei und dann das Reich der Tanguten bereist haben und dort 1215 Dschingis Khan begegnet sein.
Nach einem Gespräch mit Dschingis Khan über den Buddhismus soll dieser das Edikt zur Bewilligung eines höflichen Empfangs der Mönche erlassen haben, worin tibetische Mönche von Steuern und Militärdienst befreit und ihnen viele Privilegien verliehen wurden.